# Bandera de Juárez
Bandera de Juárez är en ort i Mexiko.   Den ligger i kommunen Paso de Ovejas och delstaten Veracruz, i den sydöstra delen av landet, 280 km öster om huvudstaden Mexico City. Bandera de Juárez ligger 103 meter över havet och antalet invånare är 733.
Terrängen runt Bandera de Juárez är lite kuperad, och sluttar österut. Runt Bandera de Juárez är det ganska tätbefolkat, med 80 invånare per kvadratkilometer. Närmaste större samhälle är Soledad de Doblado, 16,9 km söder om Bandera de Juárez. Trakten runt Bandera de Juárez består till största delen av jordbruksmark.